# Tour Innova 1
La tour Innova 1 est un bâtiment construit en 2002 dans le quartier Lutakko de Jyväskylä en Finlande.

## Présentation
L'immeuble de bureaux d'entreprises informatiques mesure 60 mètres de haut et compte 15 étages,.
Le bâtiment a été conçu par le bureau d'architectes d'Arto Sipinen. 
Vu d'en haut, il a la forme d'un triangle pointu avec la pointe tournée vers le sud-est. 
La façade d'Innova est principalement composée de carreaux de verre et de céramique blanche.
Depuis, on a construit en 2012 la tour Innova 2 (9 800 m2) et en 2013 la tour Innova 4 (10 000 m2).

## Galerie

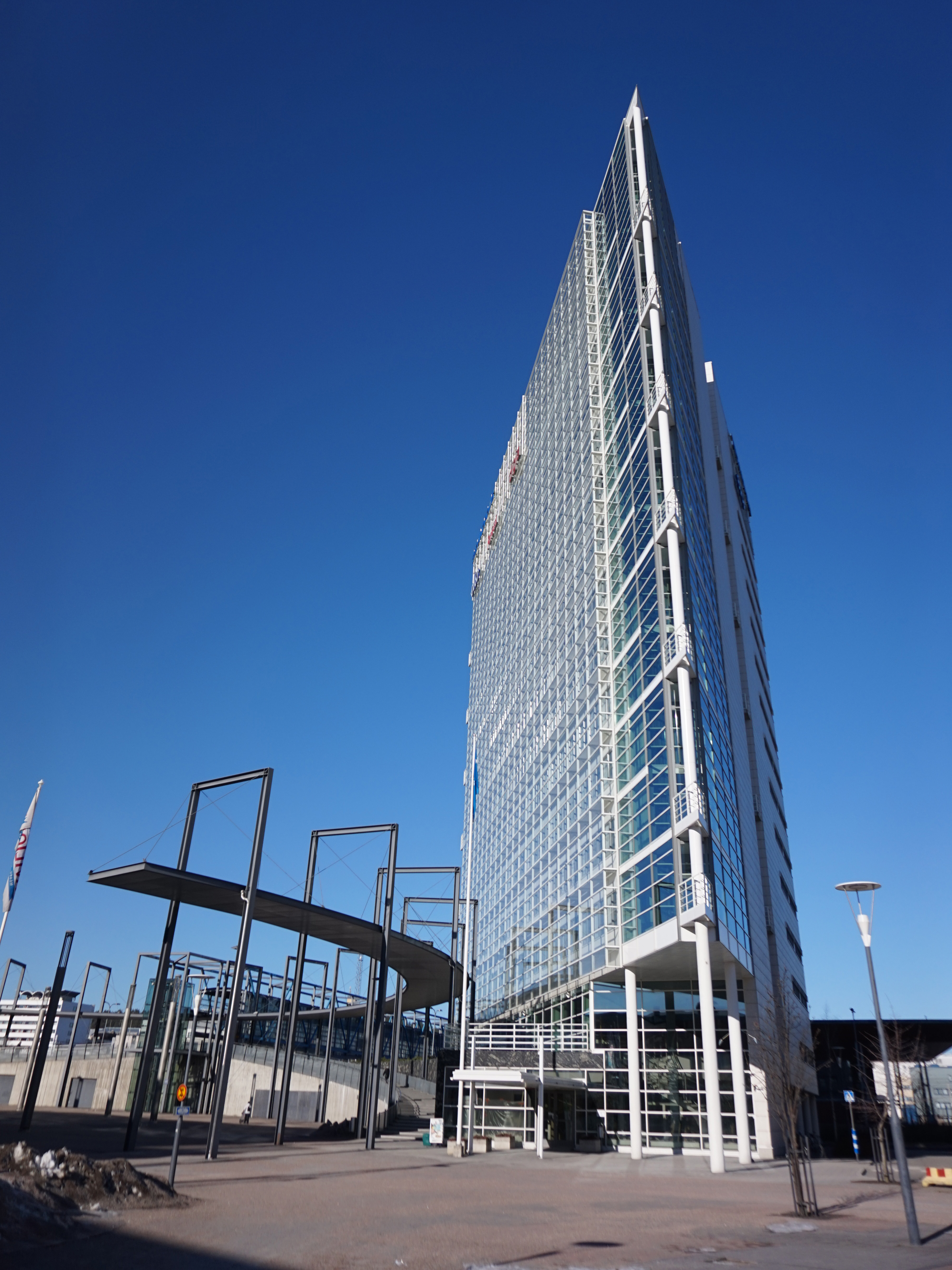
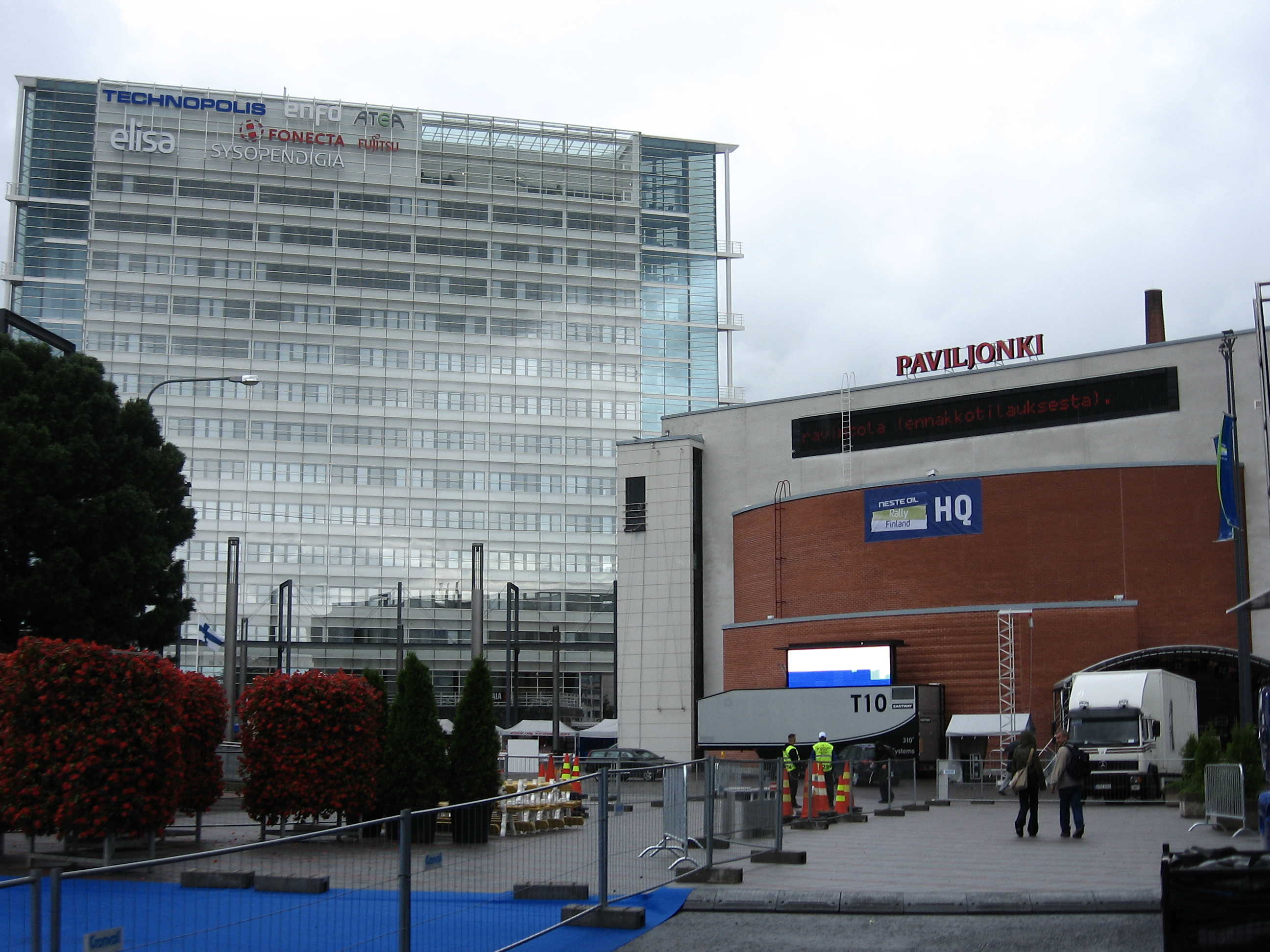
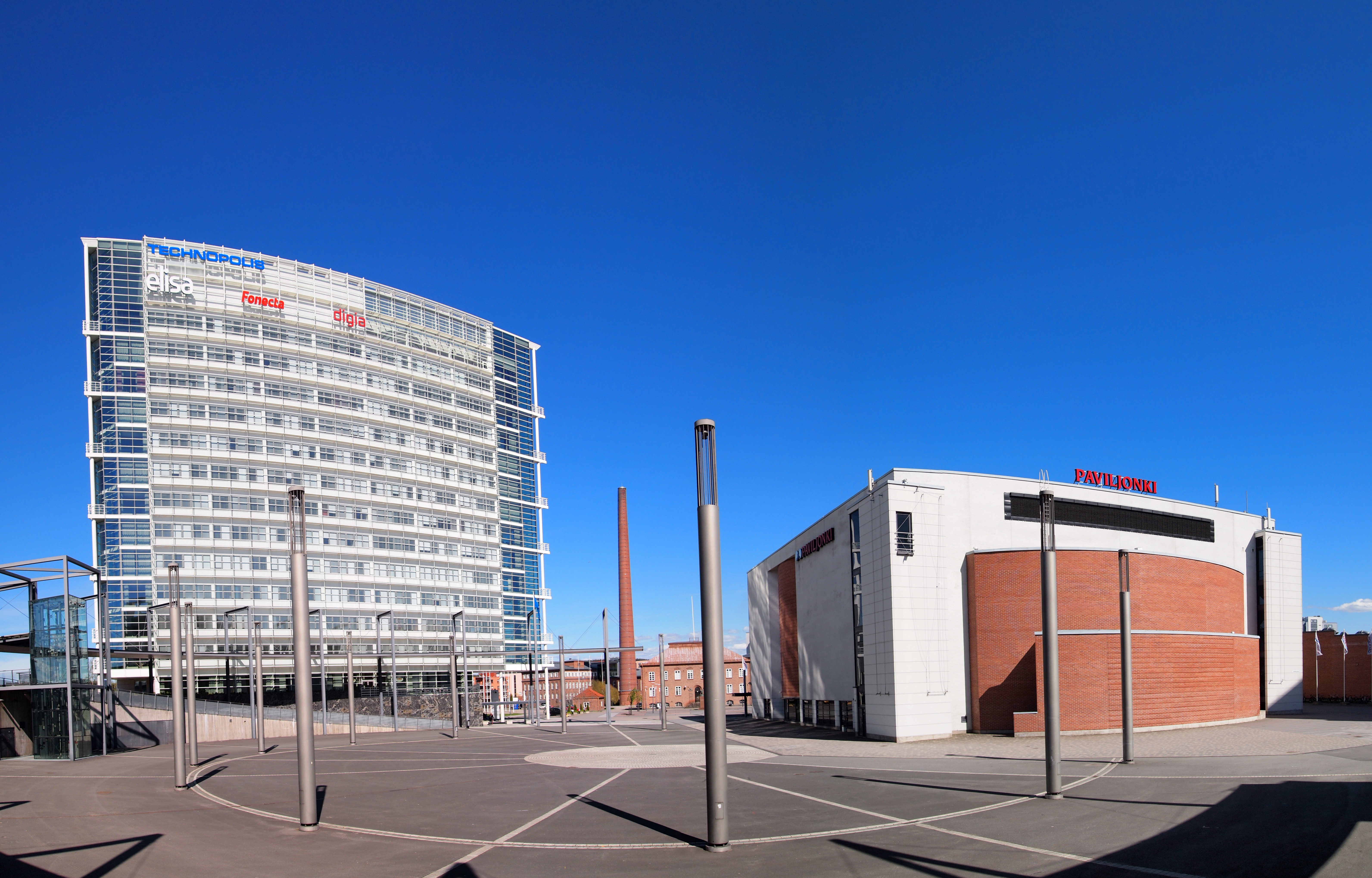
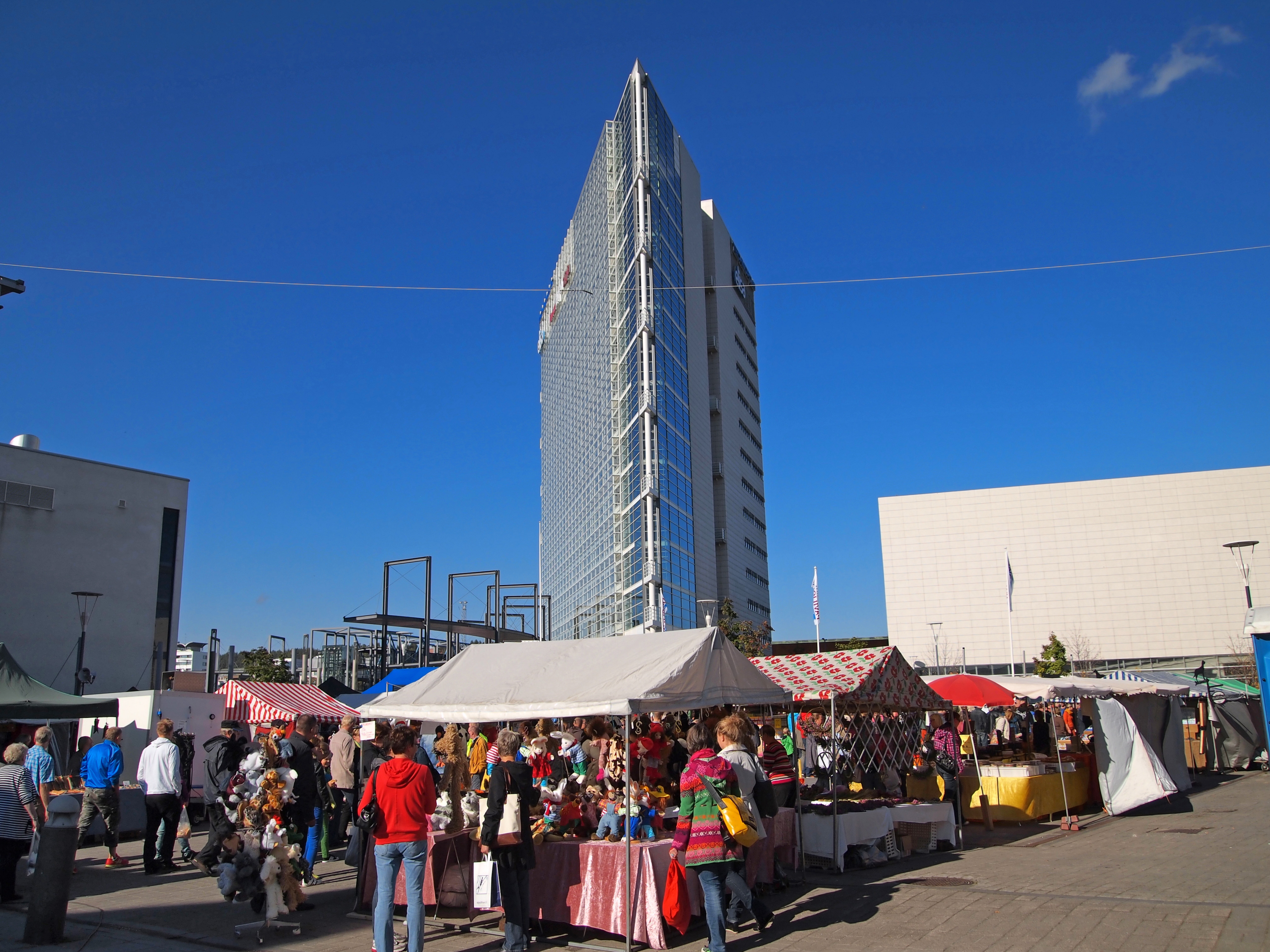